# لورينا بلانكو
لورينا بلانكو (بالإسبانية: Lorena Blanco)‏ هي لاعبة كرة الريشة بيروية، ولدت في 22 يوليو 1977.

## وصلات خارجية
- لورينا بلانكو على موقع BWF.tournamentsoftware.com (الإنجليزية)
- لورينا بلانكو على موقع BWFbadminton.com (الإنجليزية)
- لورينا بلانكو على موقع اللجنة الأولمبية الدولية (الإنجليزية)
- لورينا بلانكو على موقع أوليمبيديا (الإنجليزية)